# Ranilug
Ranilug (albánsky Ranillug, srbsky Ранилуг, Ranilug) je malé město na východě Kosova v Gnjilanském okruhu. Nachází se blízko srbských hranic, asi 12 km jižně od Kosovské Kamenice, 15 km severovýchodně od Gnjilane, 20 km severozápadně od srbského Bujanovace a asi 62 km jihovýchodně od Prištiny. V roce 2011 žilo v samotném městě 844 obyvatel, v celé připadající opštině potom 3 866 obyvatel. Naprostou většinu obyvatel (98,5 %) tvoří Srbové.
Jižně od města protéká řeka Binačka Morava. Opština Ranilug se skládá celkem z dvanácti sídel, mezi které patří město Ranilug a vesnice Bozevce, Domorovce, Donje Kominjane, Drenovce, Glogovce, Gornje Kominjane, Malo Ropotovo, Odevce, Pančelo, Rajanovce, Tomance a Veliko Rapatovo.
Opština Ranilug vznikla 5. ledna 2010 po odtržení od opštiny Kosovska Kamenica. Srbsko opštinu Ranilug neuznává a stále ji považuje za součást opštiny Kosovska Kamenica. V roce 2013 se stala jedním z deseti členů Společenství srbských opštin, které sdružuje opštiny v Kosovu s většinovým srbským obyvatelstvem. Dalšími členy této organizace jsou opštiny Severní Mitrovica, Leposavić, Zvečan, Zubin Potok, Štrpce, Gračanica, Novo Brdo, Klokot a Parteš.
V Ranilugu je postaven kostel svatého Jana. Obyvatelé se zabývají zejména drobným podnikáním, zemědělstvím a výrobou mléčných výrobků.